# Hermathena oweni
Hermathena oweni is een vlindersoort uit de familie van de prachtvlinders (Riodinidae), onderfamilie Riodininae.
Hermathena oweni werd in 1913 beschreven door Schaus.